# Fragile Forest
Fragile Forest è il sesto album degli Yuppie Flu, pubblicato dalla Homesleep Music nel 2008.

## Tracce
1. Patient One
2. Fragile Forest
3. Eyes
4. Sweet Lame
5. Yellow Hills
6. The Night And I
7. Cold Device
8. Make It Happen
9. Summer Afternoon
10. Blue Plot